# Landtagswahlkreis Mecklenburgische Seenplatte II
Der Landtagswahlkreis Mecklenburgische Seenplatte II (bis 2015: Demmin II) ist ein Landtagswahlkreis in Mecklenburg-Vorpommern. Er umfasst vom Landkreis Mecklenburgische Seenplatte die Ämter Malchin am Kummerower See,  Stavenhagen und Treptower Tollensewinkel.

## Wahl 2021
Bei der Landtagswahl in Mecklenburg-Vorpommern 2021 gab es in diesem Wahlkreis folgendes Ergebnis:
| Partei               | Direktkandidat   | Erststimmen      | Zweitstimmen     |
| -------------------- | ---------------- | ---------------- | ---------------- |
| SPD                  | Thomas Krüger    | 34,3 %           | 40,0 %           |
| AfD                  | Engelhardt Kelm  | 22,6 %           | 21,0 %           |
| CDU                  | Marc Reinhardt   | 21,4 %           | 15,9 %           |
| Die LINKE            | Tobias Hecht     | 9,4 %            | 8,5 %            |
| GRÜNE                | Stephan Frey     | 2,1 %            | 2,4 %            |
| FDP                  | Roman Krepelin   | 6,1 %            | 5,0 %            |
| NPD                  | –                | –                | 0,7 %            |
| Tierschutzpartei     | –                | –                | 1,0 %            |
| Freier Horizont      | –                | –                | 1,0 %            |
| Die PARTEI           | –                | –                | 0,4 %            |
| FREIE WÄHLER MV      | Arno Süssig      | 2,6 %            | 1,3 %            |
| PIRATEN              | –                | –                | 0,2 %            |
| LKR                  | –                | –                | 0,0 %            |
| DKP                  | –                | –                | 0,1 %            |
| Bündnis C            | –                | –                | 0,1 %            |
| TIERSCHUTZ hier!     | –                | –                | 0,3 %            |
| dieBasis             | Andrea Wagner    | 1,6 %            | 1,3 %            |
| DiB                  | –                | –                | 0,1 %            |
| FPA                  | –                | –                | 0,0 %            |
| ÖDP                  | –                | –                | 0,1 %            |
| Die Humanisten       | –                | –                | 0,1 %            |
| Gesundheitsforschung | –                | –                | 0,2 %            |
| Team Todenhöfer      | –                | –                | 0,1 %            |
| UNABHÄNGIGE          | –                | –                | 0,2 %            |
| Wahlberechtigte      | 30.875 Einwohner | 30.875 Einwohner | 30.875 Einwohner |
| Wahlbeteiligung      | 68,0 %           | 68,0 %           | 68,0 %           |

## Wahl 2016
Bei der Landtagswahl in Mecklenburg-Vorpommern 2016 gab es folgende Ergebnisse:
| Partei           | Direktkandidat          | Erststimmen      | Zweitstimmen     |
| ---------------- | ----------------------- | ---------------- | ---------------- |
| SPD              | Thomas Krüger           | 24,5 %           | 27,7 %           |
| CDU              | Marc Reinhardt          | 23,9 %           | 20,9 %           |
| DIE LINKE        | Peter Ritter            | 15,7 %           | 13,1 %           |
| GRÜNE            | Werner Freigang         | 2,3 %            | 2,2 %            |
| NPD              | –                       | –                | 3,3 %            |
| FDP              | Mirko Renger            | 3,9 %            | 2,8 %            |
| PIRATEN          | –                       | –                | 0,3 %            |
| FAMILIE          | –                       | –                | 0,8 %            |
| FREIE WÄHLER     | Arno Süssig             | 2,6 %            | 1,6 %            |
| Die PARTEI       | –                       | –                | 0,2 %            |
| Die Achtsamen    | –                       | –                | 0,1 %            |
| ALFA             | –                       | –                | 0,3 %            |
| AfD              | Ulrike Schielke-Ziesing | 21,4 %           | 20,9 %           |
| Bündnis C        | –                       | –                | 0,1 %            |
| DKP              | –                       | –                | 0,1 %            |
| Freier Horizont  | Olaf Heidebreck         | 5,6 %            | 4,6 %            |
| Tierschutzpartei | –                       | –                | 0,9 %            |
| Wahlberechtigte  | 32.141 Einwohner        | 32.141 Einwohner | 32.141 Einwohner |
| Wahlbeteiligung  | 58,2 %                  | 58,2 %           | 58,2 %           |

## Wahl 2011
Bei der Landtagswahl in Mecklenburg-Vorpommern 2011 gab es folgende Ergebnisse:
| Partei          | Direktkandidat      | Erststimmen     | Zweitstimmen    |
| --------------- | ------------------- | --------------- | --------------- |
| SPD             | Thomas Krüger       | 37,8 %          | 33,2 %          |
| CDU             | Marc Reinhardt      | 37,0 %          | 28,6 %          |
| DIE LINKE       |                     |                 | 19,3 %          |
| NPD             | Mathias Krebs       | 6,4 %           | 6,2 %           |
| GRÜNE           | Constantin Trettler | 7,1 %           | 4,6 %           |
| FDP             | Bernd Kleist        | 4,7 %           | 3,1 %           |
| FREIE WÄHLER    | Arno Süssig         | 7,0 %           | 1,9 %           |
| FAMILIE         |                     |                 | 1,2 %           |
| PIRATEN         |                     |                 | 1,0 %           |
| AB              |                     |                 | 0,2 %           |
| AUF             |                     |                 | 0,2 %           |
| ödp             |                     |                 | 0,1 %           |
| PBC             |                     |                 | 0,1 %           |
| Die PARTEI      |                     |                 | 0,1 %           |
| APD             |                     |                 | 0,1 %           |
| REP             |                     |                 | 0,1 %           |
| Wahlberechtigte | 34266 Einwohner     | 34266 Einwohner | 34266 Einwohner |
| Wahlbeteiligung | 48,1 %              | 48,1 %          | 48,1 %          |

## Wahl 2006
Bei der Landtagswahl in Mecklenburg-Vorpommern 2006 gab es folgende Ergebnisse:
| Partei          | Direktkandidat      | Erststimmen     | Zweitstimmen    |
| --------------- | ------------------- | --------------- | --------------- |
| CDU             | Marc Reinhardt      | 31,8 %          | 31,9 %          |
| SPD             | Volker Herold       | 24,3 %          | 26,4 %          |
| PDS             | Peter Ritter        | 23,0 %          | 17,6 %          |
| FDP             | Jan Tatusch         | 8,5 %           | 9,3 %           |
| NPD             | Gunnar Klingberg    | 8,5 %           | 9,3 %           |
| GRÜNE           | Constantin Trettler | 2,4 %           | 2,0 %           |
| FAMILIE         |                     |                 | 1,2 %           |
| Deutschland     | Reinhard Fuchs      | 1,6 %           | 0,8 %           |
| GRAUE           |                     |                 | 0,4 %           |
| WASG            |                     |                 | 0,3 %           |
| PBC             |                     |                 | 0,3 %           |
| Bündnis für M-V |                     |                 | 0,2 %           |
| AGFG            |                     |                 | 0,2 %           |
| APD             |                     |                 | 0,1 %           |
| AB              |                     |                 | 0,1 %           |
| Offensive D     |                     |                 | 0,1 %           |
| Wahlberechtigte | 36990 Einwohner     | 36990 Einwohner | 36990 Einwohner |
| Wahlbeteiligung | 57,3 %              | 57,3 %          | 57,3 %          |

## Wahl 2002
Bei der Landtagswahl in Mecklenburg-Vorpommern 2002 gab es folgende Ergebnisse:
| Partei          | Direktkandidat  | Erststimmen     | Zweitstimmen    |
| --------------- | --------------- | --------------- | --------------- |
| SPD             | Volker Herold   | 35,7 %          | 38,4 %          |
| CDU             | Martin Brick    | 38,3 %          | 35,8 %          |
| PDS             | Peter Ritter    | 18,6 %          | 15,4 %          |
| FDP             | Hannes Kleist   | 5,5 %           | 4,7 %           |
| Schill          | Arthur Chudy    | 1,9 %           | 1,6 %           |
| GRÜNE           |                 |                 | 1,4 %           |
| REP             |                 |                 | 0,7 %           |
| NPD             |                 |                 | 0,6 %           |
| SPASSPARTEI     |                 |                 | 0,6 %           |
| Bürgerpartei MV |                 |                 | 0,4 %           |
| GRAUE           |                 |                 | 0,1 %           |
| PBC             |                 |                 | 0,1 %           |
| V.P.M.V.        |                 |                 | 0,1 %           |
| Wahlberechtigte | 37632 Einwohner | 37632 Einwohner | 37632 Einwohner |
| Wahlbeteiligung | 68,8 %          | 68,8 %          | 68,8 %          |